# 行进中的中国
《行进中的中国》（英語：China on the Move）是一部有關中國的紀錄片，也是中国共产党中央委员会宣传部国际传播局的外宣项目。第一季《行进中的中国》於2021年2月25日至2月26日在东方卫视、纪实人文频道、上海外语频道播出。第一季的《行进中的中国》共两集，每集30分鐘。第一季的《行进中的中国》由上海广播电视台纪录片中心与英国雄狮电视制作公司联合摄制，內容主要涉及脫貧攻堅戰以及2019冠狀病毒病疫情下中國的發展。第二季的《行进中的中国》共五集，每集30分钟，2022年8月16日在东方卫视开播，並於2022年9月登陸Discovery+。第二季紀錄片是上海广播电视台為迎接中共二十大召开以及紀念中国梦提出十周年的獻禮作品，也是上海广播电视台与探索公司的合作作品，導演是罗飞（Arthur Jones），總導演是陈亦楠。第二季涉及中国制度、经济、科创、生态、民生等主题。